# 클라라C
클라라C(1987년 ~)는 대한민국의 가수다. 2011년 싱글 앨범 [Offbeat]로 데뷔했다.

## 방송
- 슈퍼스타K 2016 (2016) - Top40

## 공연
- 서울재즈페스티벌 2013 (2013)
- 클라라C 첫번째 단독콘서트 (2017)

## 기타
- Dumbfoundead <Clouds> (2010) - 피처링, 작사